# Maurice Bernhardt
Maurice Bernhardt est un dramaturge et directeur de théâtre français, né le 20 décembre 1864 à Paris (8e arrondissement) et mort le 21 décembre 1928 à Paris 17e.

## Biographie

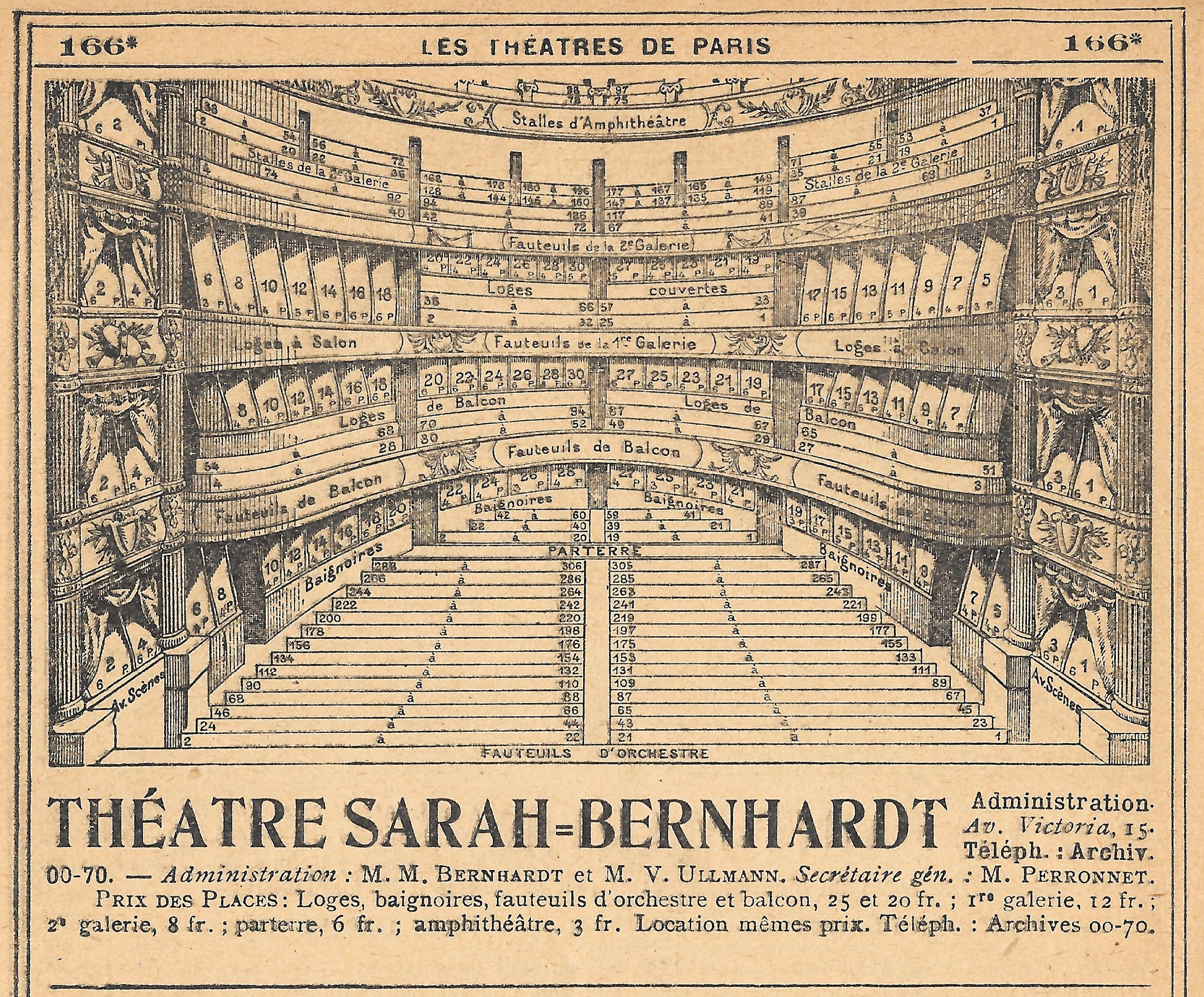
Le théâtre Sarah-Bernhardt en 1925. Administration : M.M. Bernhardt.

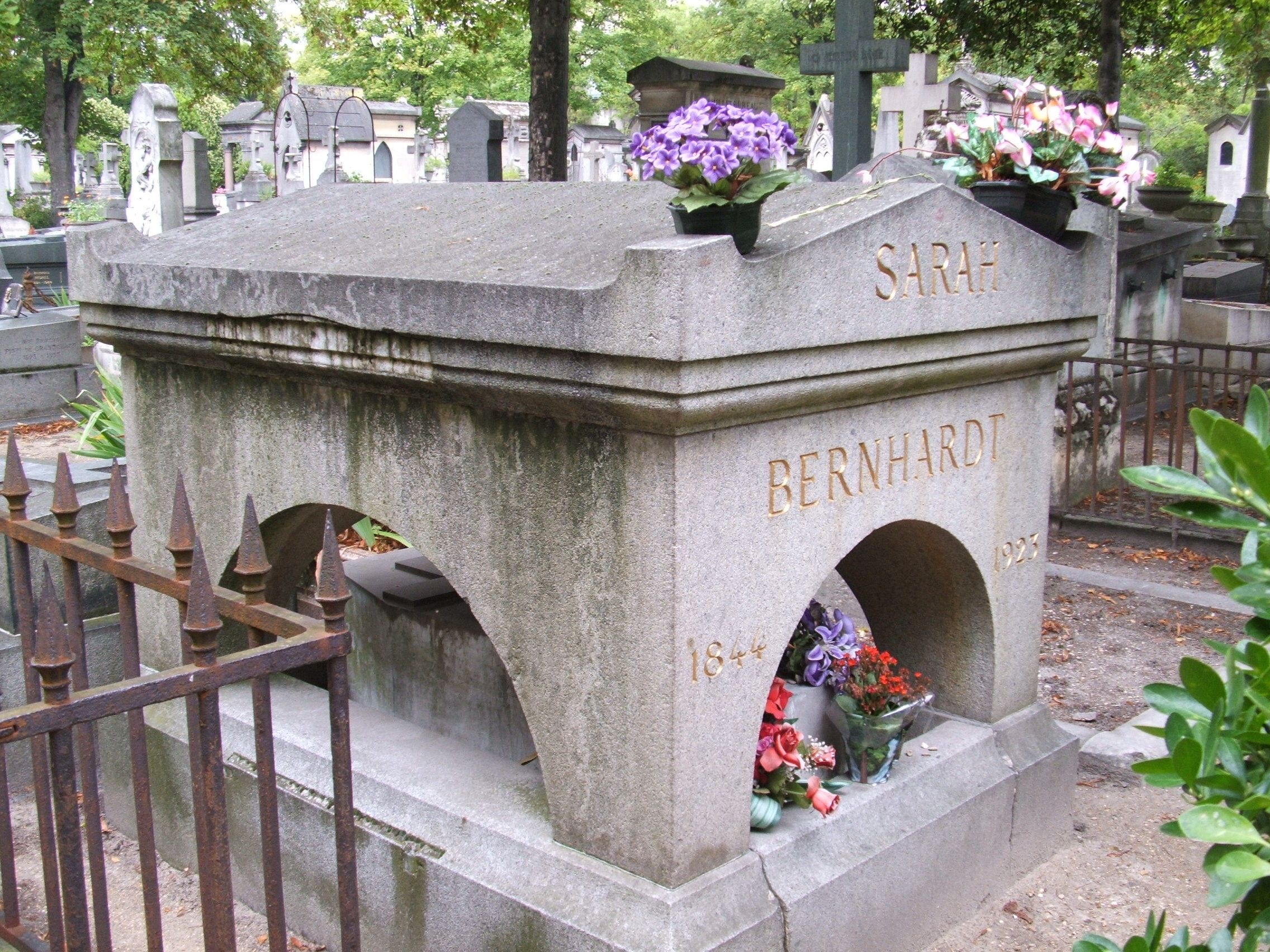
Tombe de Sarah et Maurice Bernhardt au cimetière du Père-Lachaise.

Maurice Bernhardt est le fils naturel de la grande actrice Sarah Bernhardt (1844-1923) et du prince belge Henri-Maximilien-Joseph  de Ligne (1824-1871). Il naît le 20 décembre 1864 au domicile de sa mère, 11 boulevard Malesherbes à Paris.
Auteur de quelques pièces dans lesquelles se produit sa mère, il se voit confier par celle-ci les directions successives du théâtre de l'Ambigu (1882-1883), du théâtre de la Porte-Saint-Martin (1883-1884) et enfin du théâtre Sarah-Bernhardt, ancien théâtre des Nations que la ville de Paris lui avait concédé pour vingt ans à compter de 1899, lorsqu'elle abandonna la direction du théâtre de la Renaissance qu'elle avait dirigé durant cinq ans.
Il meurt le 21 décembre 1928 à 64 ans, cinq ans après sa mère, et est inhumé au cimetière du Père-Lachaise (44e division).
Il épouse en premières noces à Paris 16e le 29 décembre 1887, la princesse Maria Teresa Wirginia Klotylda Jablonowska (dite Terka) (1863-1910), artiste peintre, dont il eut deux filles : 
- Simone (1889-1982), qui épouse à Versailles le 26 septembre 1909 Edgar Gross (1880-1962, fils d'un riche producteur de savon américain de Philadelphie). Le couple a deux enfants dont Emma Terka Gross (née en 1910), qui se mariera trois fois, la première à Paris 16e le 16 avril 1931 avec Pierre Clemenceau, petit-fils de Georges Clemenceau ;
- Lysiane (1896-1977). Recueillie par Sarah Bernhardt au décès de sa mère, elle épouse à Paris 17e le 9 mars 1921, Louis Collin du Bocage dit Louis Verneuil (1893-1952), auteur des deux dernières pièces jouées par sa grand-mère (Daniel en 1920 et Régine Armand en 1922) mais dont elle divorcera dès l'été 1923.

Il se remarie le 14 décembre 1915 à Paris 17e avec Marie-Ernestine Appoullot avec parmi ses témoins le peintre Georges Clairin.
Il meurt le 21 décembre 1928 en son domicile au 156 boulevard Malesherbes.

## Œuvres
- 1896 : Impressions d’Amérique, Paris, Impr. industrielle et artistique
- 1902 : Nini l’Assommeur, drame en 5 actes et 7 tableaux
- 1904 : Par le fer et par le feu, drame en 5 actes et 11 tableaux d’après le roman homonyme de Henryk Sienkiewicz
- 1906 : Monsieur Cupi ; Une idée géniale ; Un accident ; L’Appât ; Calamity Jane ; Le Jockey à l’hôpital ; La Rente viagère ; Un croyant ; Le Bon Apôtre ; Le Hennissement, Paris, F. Juven
- 1912 : Une nuit de Noël sous la Terreur, comédie en 1 acte avec Henri Cain